# Čókei
Čókei (japonsky 長慶天皇, Čókei-tennō, 1343 – 27. srpna 1394) byl devadesátý osmý císař Japonska v souladu s tradičním pořadím posloupnosti. Vládl od roku 1368 do roku 1383.
Princ, jehož osobní jméno (imina) před nástupem na trůn znělo Jutanari (寛成親王), byl prvním synem 97. císaře Go-Murakamiho a jeho konkubíny, buddhistické mnišky a básnířky stylu waka Kaki Mon'in (嘉喜門院). 

## Životopis
Po smrti svého otce císaře Go-Murakamiho byl císařský princ Jutanari uveden 29. března 1368 na Chryzantémový trůn. Stalo se tak v domě hlavního kněze ve Velké svatyni Sumijoši-taiša v Ósace, kde měl v té době Jižní dvůr svoje hlavní město. Jelikož však vliv Jižního dvora začal v tomto období upadat, zůstávala Čókeiova intronizace až do období Taišó nejistá. Teprve roku 1926 byl jeho nástup na trůn oficiálně uznán a císař Čókei byl začleněn do císařské linie. 
Císař Čókei trval po celou dobu své vlády na boji proti severní dynastii, bylo však již příliš pozdě. V roce 1383 či 1384 se vzdal trůnu ve prospěch svého mladšího bratra, prince Hironariho (熙成親王), který podporoval mírovou frakci, a posléze se stal císařem Go-Kamejamou.
Po znovusjednocení obou soupeřících dvorů odešel císař Čókei do ústraní a posléze se vrátil do Jošina, kde 27. srpna 1394 zemřel. Kami císaře Čókeie je uctíváno ve svatyni Šišó v Tocugawě v provincii Jamato. 

## Rodina
Císařský princ Jutanari neboli císař Čókei měl 3 manželky, s nimiž zplodil 5 dětí, asi 3 syny a 2 dcery. 